# Люксембургский ливр
Люксембу́ргский ливр — валюта Люксембурга до 1795 года.
Ливр делился на 20 солей по 4 лиарда. В конце XVIII века были выпущены монеты достоинством в ½ и 2 лиарда, а также 1, 3, 6, 12 и 72 солей. Три монеты низшего достоинства чеканились из меди, а монеты большего достоинства из серебра и биллона. Последний раз чеканились монеты достоинством 1 соль в 1795 году во время осады Люксембурга.